# Maxillaria cuencana
Maxillaria cuencana là một loài thực vật có hoa trong họ Lan. Loài này được Garay mô tả khoa học đầu tiên năm 1956.